# 克拉尔克
克拉尔克（法語：Clarques，法語發音：[klaʁk]）是法国上法蘭西大區加来海峡省的一个旧市镇，属于圣奥梅尔区。2016年，克拉尔克与市镇勒贝克合并为新市镇圣奥古斯坦。

## 地理
克拉尔克（50°38'47"N, 2°16'38"E）面积6.96 平方千米，位于法国上法蘭西大區加来海峡省，该省份为法国北部沿海省份，西北濒北海，南至索姆省，东临北部省。
与克拉尔克接壤的市镇（或旧市镇、城区）包括：埃克、泰鲁阿讷、安盖姆、马梅、圣奥古斯坦、埃尔贝勒。
克拉尔克的时区为UTC+01:00、UTC+02:00（夏令时）。

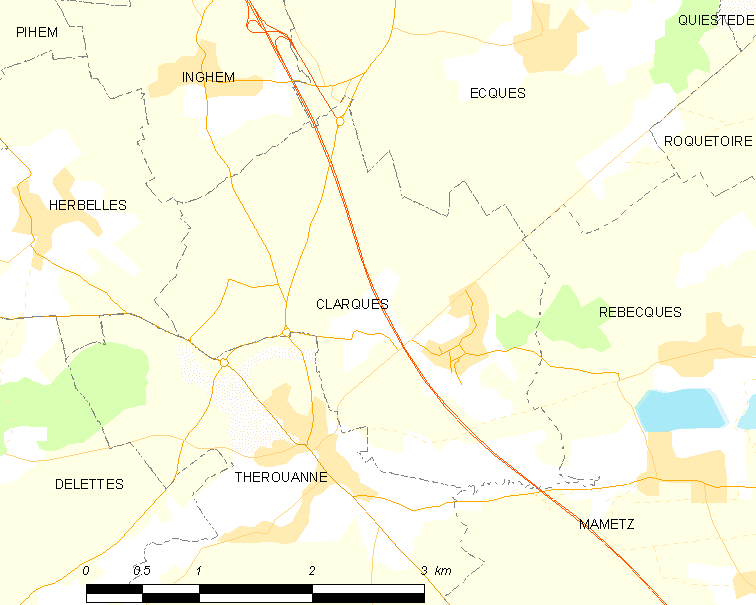
克拉尔克的OSM定位图

## 行政
克拉尔克的邮政编码为62129，INSEE市镇编码为62226。

## 政治
克拉尔克所属的省级选区为弗吕日县。

## 人口

1962-2008年间克拉尔克人口变化图示

克拉尔克于2018年1月1日时的人口数量为309人。